# Ximon bar Yohaï

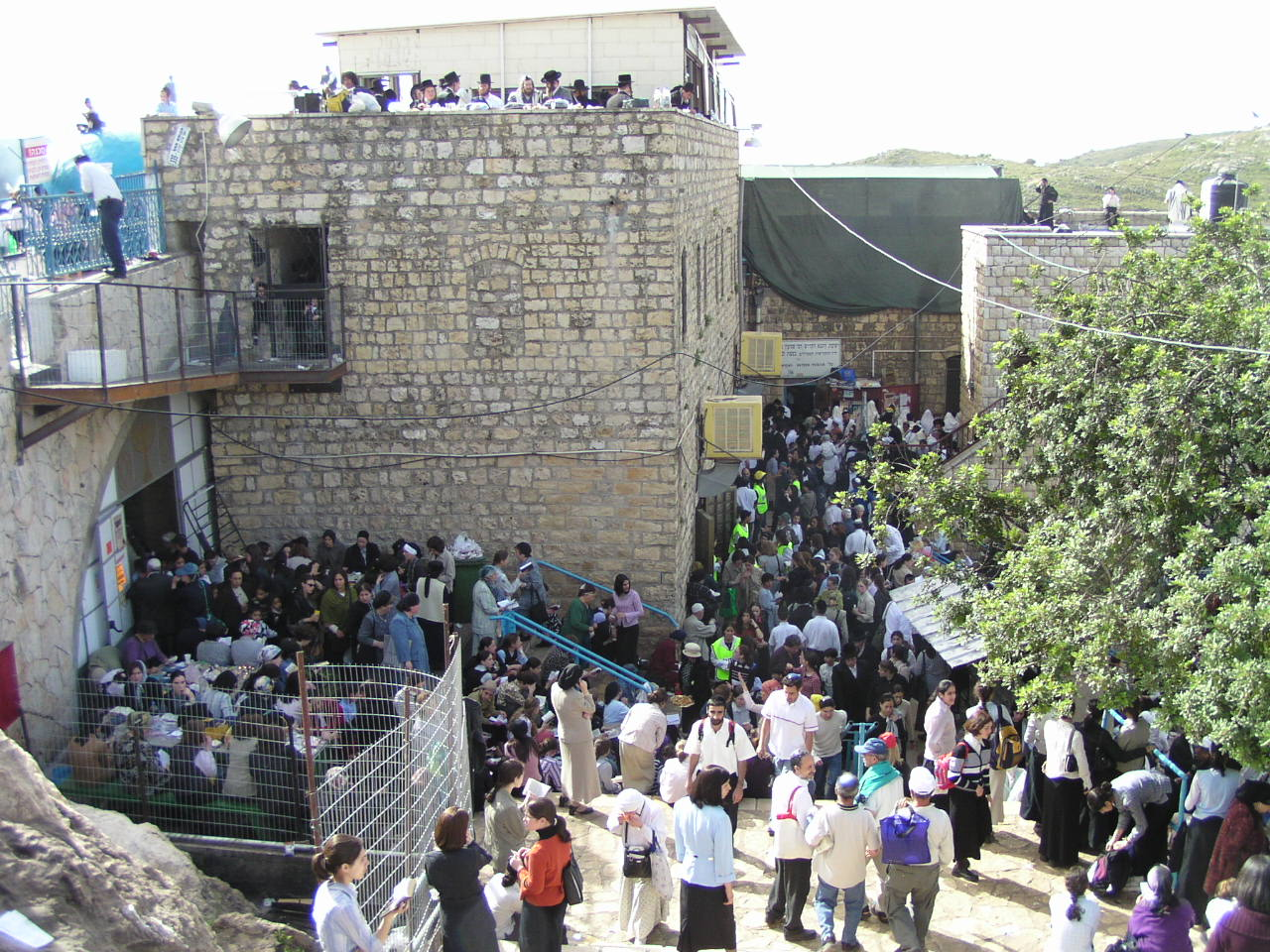
Tomba del rabí Ximon bar Yohaï a Meron. Israel

Ximó Bar Yohai, o Simeó Bar Yochai (en hebreu: שמעון בר יוחאי) va ser un rabí que va viure a Galilea, Israel, durant l'època de la dominació romana i després de la destrucció del segon Temple de Jerusalem, va viure entre finals del segle primer i principis del segle segon de l'era cristiana. Va morir probablement a Merom un 18 de Iar del calendari hebreu.

## Cabalista
La tradició oral jueva diu que després d'haver fet comentaris crítics contra el governador romà, va ser condemnat a mort i va haver d'exiliar-se a una gruta durant 13 anys, en el curs dels quals suposadament (d'acord amb la tradició Cabalista) va escriure el Zohar, obra fonamental de la Càbala i de la mística jueva.

## Sant
Avui dia és considerat com un sant per algunes comunitats jueves sefardites, i també pels cabalistes. Tots els anys s'organitza una peregrinació a la seva tomba a Merom (coincidint amb Lag ba-Ómer).

## Història
Ximó Bar Yojai estudià a Yavne, prop de Bené-Berac, a una ieixivà fundada pel rabí Akiva ben Iosef, del qual va ser un dels més eminents deixebles. No obstant això, Akiva ben Iosef es va negar a concedir-li el títol de rabí pel seu caràcter, i només va poder accedir a aquest títol després de la mort del seu mestre, qui va ser executat per ordre de l'emperador Adrià per haver desobeït la prohibició d'ensenyar la Torà.
Segons la tradició, és autor de nombrosos miracles. En particular, al voltant de l'any 138, en ser enviat a Roma com a ambaixador, per sol·licitar a l'emperador Antoní Pius l'abolició dels decrets que prohibien seguir el culte jueu. Segons aquesta tradició va aconseguir la benevolència imperial després d'exorcitzar la filla de l'emperador.
Bar Yojai tenia forts sentiments anti-romans i les persecucions el van obligar a fugir, el 161, per refugiar-se a una cova, i després a amagar-se a Tiberíades i altres ciutats de Galilea. L'àngel Metatron li va revelar la fi del món i l'arribada del Messies.

## Ensenyaments
Ximon Bar Yojai estudiava envoltat dels seus deixebles, els rabins Eleazar (el seu fill), Judá, Jossé Hiya i el rabí Isaac.
Els seus ensenyaments s'orientaven sobre dos preceptes fonamentals:
- l'oració desinteressada
- la superioritat de l'estudi

## Obres
No existeix cap obra que pugui atribuir-se amb certesa a Ximon Bar Yojai, no obstant això se li atribueixen diverses, entre les més importants:
- Sifre; un comentari dels Nombres i del Deuteronomi,
- Mejilta; comentari de l'Èxode,
- Zohar; de la qual es diu que va dictar el text als seus deixebles (alguns moviments qüestionen aquesta autoria, i ho atribueixen a Moisès de Lleó).